# Pont-à-Mousson (plaats)
Pont-à-Mousson is een gemeente in het Franse departement Meurthe-et-Moselle (regio Grand Est). De gemeente telde 14.383 inwoners op 1 januari 2022. De plaats maakt deel uit van het arrondissement Nancy.

## Geografie
De oppervlakte van Pont-à-Mousson bedroeg op 1 januari 2022 21,6 vierkante kilometer; de bevolkingsdichtheid was toen 665,9 inwoners per km². Pont-à-Mousson is gelegen aan de Moezel tussen Metz en Nancy.
De onderstaande kaart toont de ligging van Pont-à-Mousson met de belangrijkste infrastructuur en aangrenzende gemeenten.

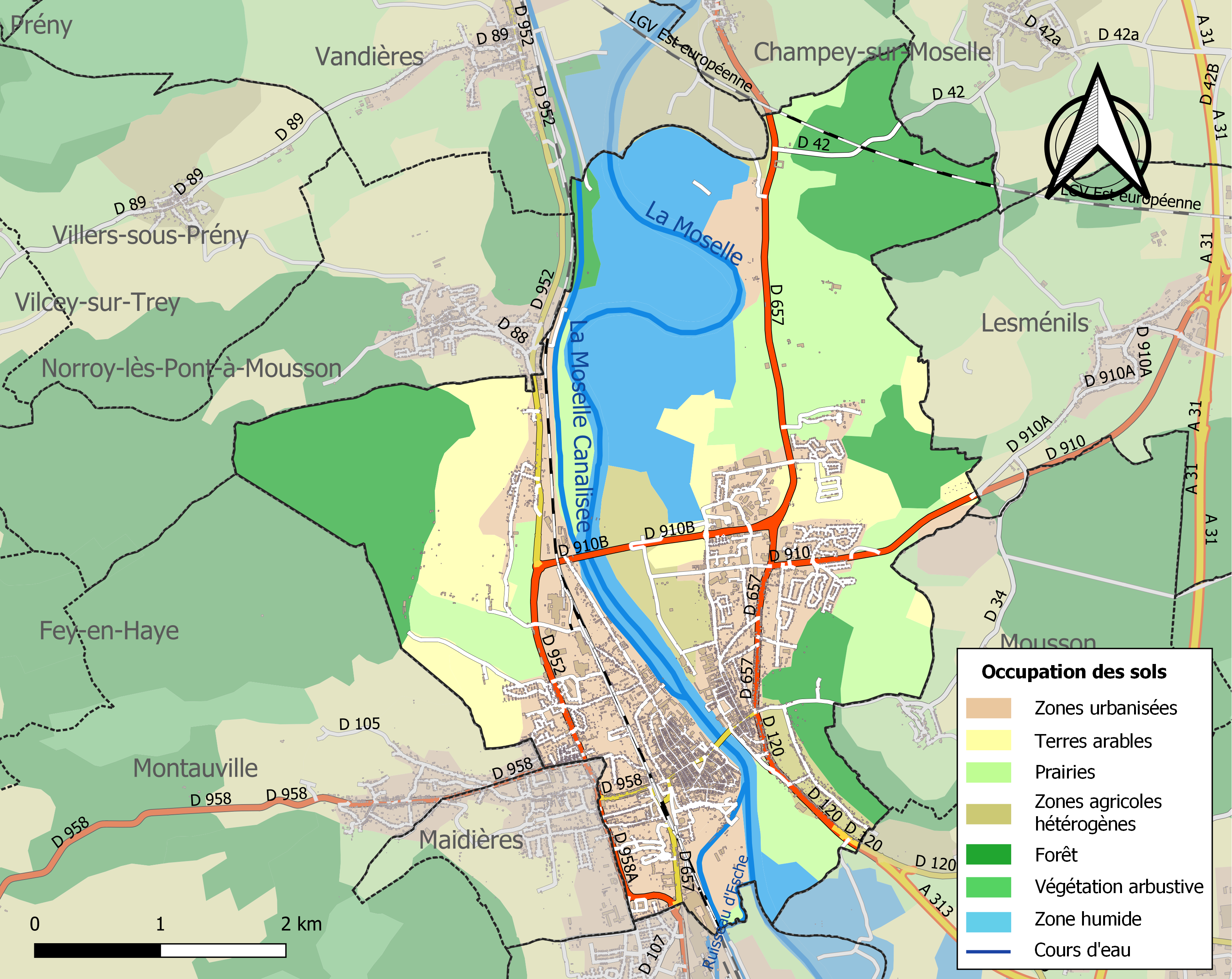

## Geschiedenis
De plaats ontstond in de 11e eeuw. De naam verwijst naar de brug over de Moezel en de nabijgelegen heuvel Butte de Mousson. In de 13e eeuw werd een nieuwe stadswijk gebouwd, de Ville Neuve, rond de nieuw gebouwde parochiekerk Saint-Laurent, ingewijd in 1235.
In 1572 werd in Pont-à-Mousson een universiteit ingericht door de jezuïeten in het kader van de contrareformatie. Hierdoor werd de stad een intellectueel en religieus centrum. Deze universiteit moest in 1768 de deuren sluiten. De hertogen van Lotharingen hadden een residentie in de stad, het Maison des sept péchés gebouwd in de 16e eeuw. In de vroege 17e eeuw werd begonnen met de bouw van de prestigieuze Abdij Sainte-Marie-Majeure, een abdij van norbertijnen.
In de 19e eeuw kwam er industrie in de gemeente: in 1856 de ijzergieterij (Fonderie de Pont-à-Mousson) en in 1870 de papierfabriek van Pierre Adt.

### Universiteit
De universiteit kwam er met steun van hertog Karel III van Lotharingen en zijn neef kardinaal Karel van Lotharingen. De stichtingsbul van paus Gregorius XIII dateert uit 1572. De leiding van de universiteit was in handen van de jezuïeten, die hierdoor een grote invloed in de omgeving verwierven. Zij waren de exponent van de contrareformatie. Aanvankelijk telde de universiteit slechts twee faculteiten: theologie en filosofie. Pas later kwamen daar ook de faculteiten rechten en geneeskunde bij en deze bleven ondergeschikt aan de andere, die door de jezuïeten als belangrijker werden beschouwd. Na de aanhechting van Lotharingen bij Frankrijk werden de jezuïeten in 1766 hier ook verboden. Dit leidde ertoe dat de universiteit twee jaar later naar Nancy werd overgebracht. 
Aan de universiteit hebben vooraanstaande personen lesgegeven, waaronder William Barclay (1546-1608), Fronton du Duc (1558-1624), Jacques Sirmond (1559-1651), Jacques de Billy (1602-1679) en Pierre Joseph Thoulier d'Olivet (1682-1768).

## Bezienswaardigheden
- Abdij van Pont-à-Mousson

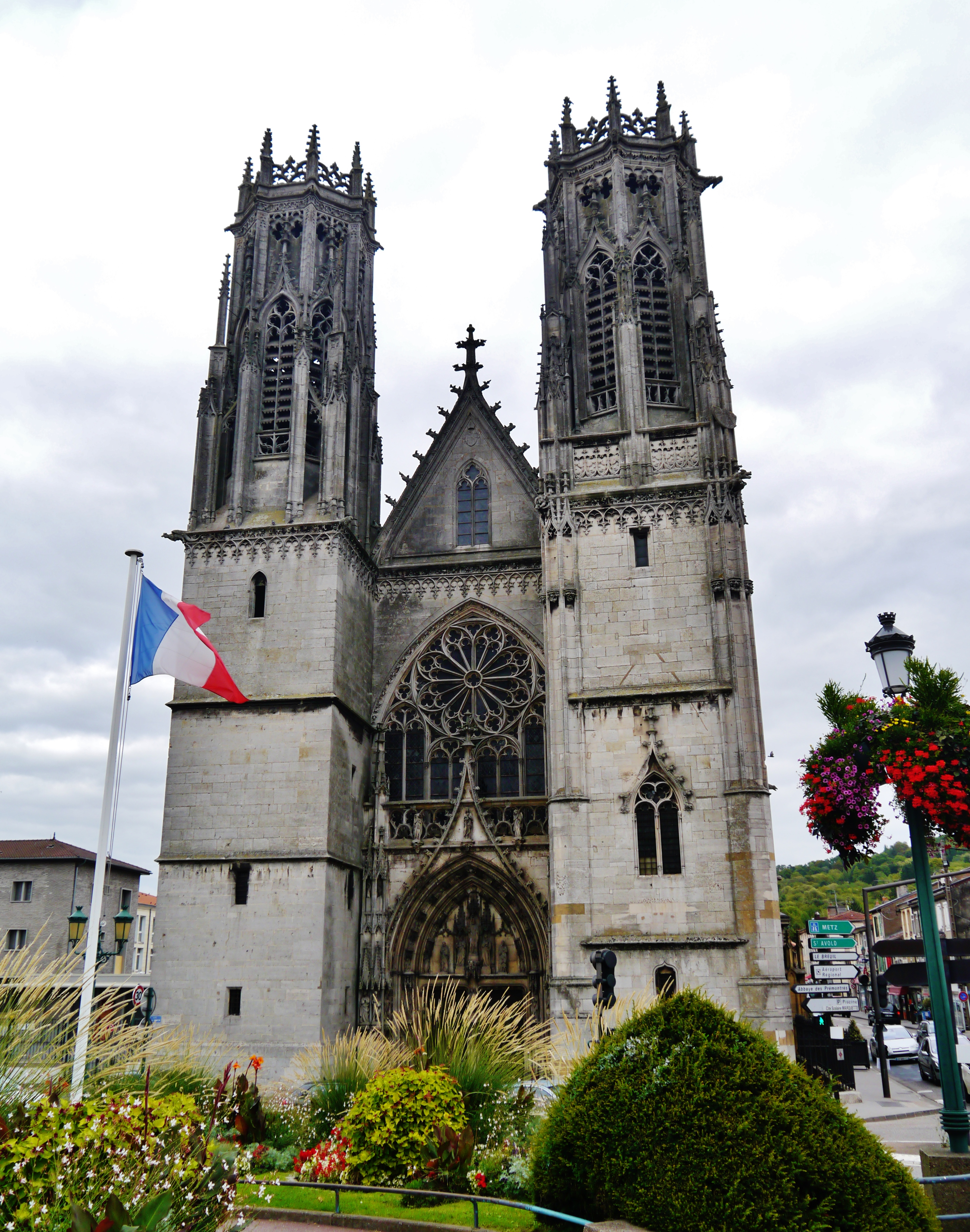
Kerk Saint-Martin

- Kerk Saint-Laurent met het Retabel van Filippa van Egmont
- Kerk Saint-Martin (14e en 15e eeuw) met een beeldengroep die de graflegging voorstelt
- Musée de PAM (Musée au fil du papier), geschiedkundig museum
- La Butte

## Verkeer en vervoer
In de gemeente ligt spoorwegstation Pont-à-Mousson.

## Economie
Pont-à-Mousson is de hoofdzetel van het gelijknamige bedrijf dat onder meer bekend is door zijn buizenfabricage.

## Demografie
Onderstaande figuur toont het verloop van het inwonertal (bron: INSEE-tellingen).